# Konsumgenossenschaft Berlin

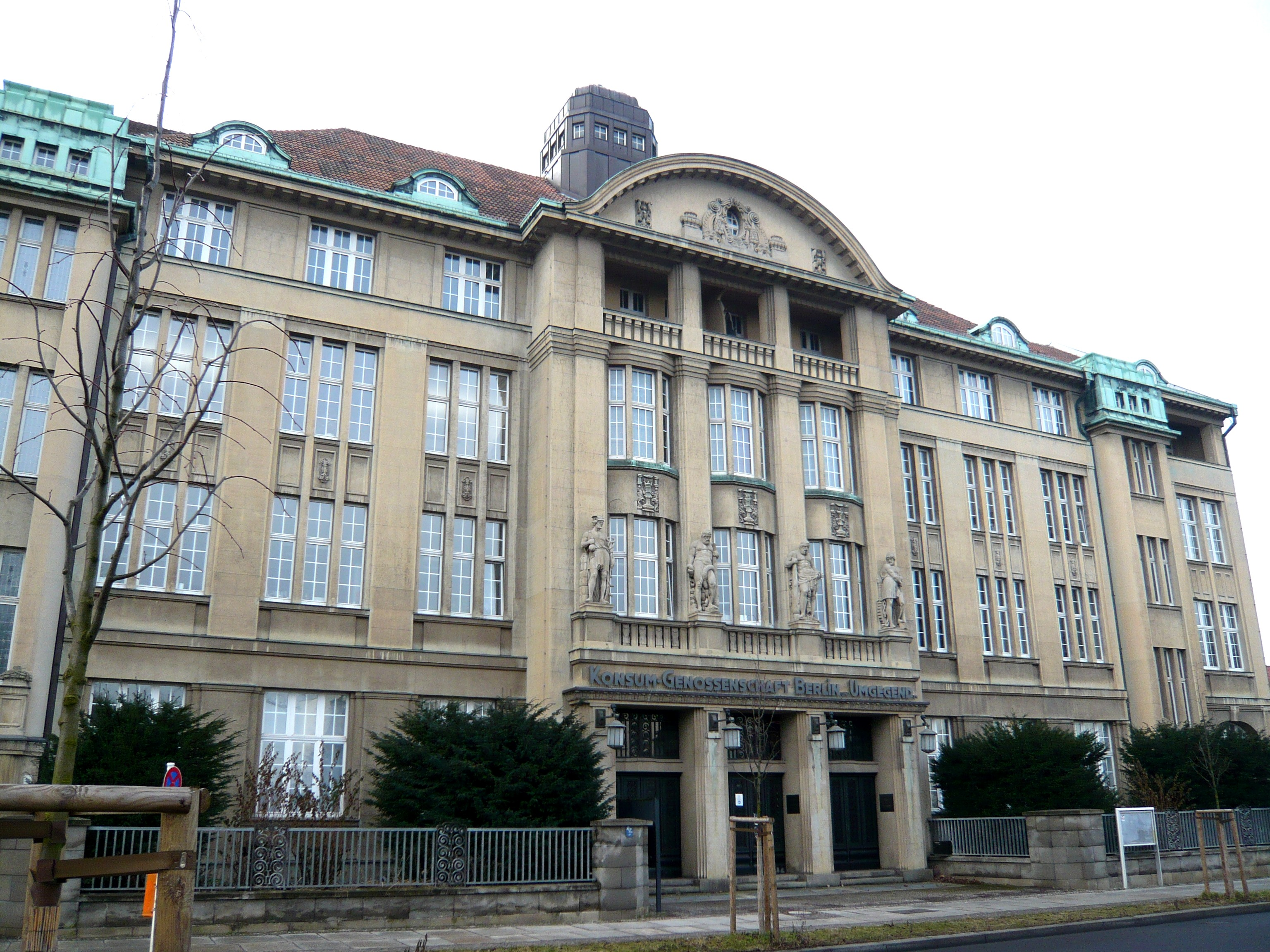
Hauptgebäude der Konsumgenossenschaft Berlin in der Josef-Orlopp-Straße

Die Konsumgenossenschaft Berlin und Umgegend e. G. – auch kurz Konsum Berlin – ist eine Einzelhandels- bzw. Verbraucher-Genossenschaft, die 1899 aus mehreren Vorläufer-Genossenschaften und Konsumvereinen gegründet wurde. Der Konsum Berlin war bis zur politischen Wende 1989 die größte Konsumgenossenschaft in der DDR und die viertgrößte weltweit. Heute ist der Konsum Berlin insbesondere im Bereich der Verwaltung und Bewirtschaftung genossenschaftseigener Immobilien tätig.

## Lage
Das Verwaltungsgebäude samt den entstandenen Gebäuden einer Werkstatt/Wagenhalle mit eigener Tankstelle, einer Fleischerei, zweier Bäckereien und Wohngebäuden für Mitglieder befindet sich im Berliner Bezirk Lichtenberg, Ortsteil Lichtenberg, auf der Nordseite der Josef-Orlopp-Straße und belegt eine Fläche von rund 35.000 m². Die übrigen Grenzen des Betriebsgeländes sind eine namenlose Erschließungsstraße (westlich), die Trasse der damaligen Industriebahn (nördlich) und die Ruschestraße (östlich).

## Geschichte der Genossenschaft

### Gründung und Entwicklung bis zum Ende des Zweiten Weltkriegs
Die ersten Erzeuger-Konsumgenossenschaften entstanden in Großbritannien, mit denen sich die kleinen Handwerksbetriebe gegen die Erzeugnisse der schnell wachsenden Industrie schützten. In Deutschland gründeten sich um 1850 erste Genossenschaften als bürgerliche Vereine. In Berlin und den damaligen Randgemeinden entstanden in den 1860er Jahren kleine Einkaufsgenossenschaften, die vor allem Lebensmittel und Artikel für den Haushalt in großen Mengen einkauften und diese preisgünstig an eingetragene Mitglieder abgaben. Entstehender Überschuss wurde am Jahresende an die Mitglieder ausgeschüttet. Dieses Konzept entwickelte sich gleichzeitig mit der Gründung zahlreicher Fabriken und wurde vor allem von Arbeiterfamilien genutzt. Im Lauf mehrerer Jahre entstanden rund 40 derartige Konsumgenossenschaften, die Namen wie Konsumverein Berlin-Nord (Wedding), Biene, Vorsicht, Voran oder Konsumverein Eintracht trugen. Um 1895 verstärkten die Mitglieder ihre Bemühungen, die zahlreichen kleinen Genossenschaften zu einer größeren zusammenzufassen. Treibende Kraft dahinter war der Mitte der 1890er Jahre gegründete Verein für Soziales Genossenschaftswesen in dem unter anderem Eduard Bernstein, Heinrich Braun, Adolf von Elm und Raphael Ernst May, Max Steinschneider und Gertrud David aktiv waren. Gertrud David bezeichnete den „Verein für Soziales Genossenschaftswesen“ in einem in den Sozialistischen Monatsheften erschienen Nachruf auf Max Steinschneider als „den geistigen Mittelpunkt der Berliner Genossenschaftsbewegung“ in den 1890er Jahren.
Der Zusammenschluss der kleineren Genossenschaften zu einem Verband versprach, noch günstigere Einkaufspreise zu erzielen, wobei jedoch ein größerer Verwaltungsaufwand entstand. Auf gesellschaftlicher Ebene kündigten sich in diesen Jahren Staatsreformen an, Parteien wurden gegründet. Deren Anhänger wollten die politischen Einflüsse, die eine starke Konsumgenossenschaft ausüben könnte, für ihre sozialistischen Ideen nutzen, wie folgender Aufruf deutlich macht:
„Der Mann in die Gewerkschaft, die Ehefrau in die Konsumgenossenschaft! So ergänzen sich beide im Kampf um die soziale Hebung der Arbeiterklasse.“
So kam es 1899 zur Gründung der Konsumgenossenschaft Berlin und Umgegend e. G., aus der später durch den Zusammenschluss mit weiteren Einkaufsgenossenschaften die Konsumgenossenschaft Berlin und Umgegend e. G. entstand.

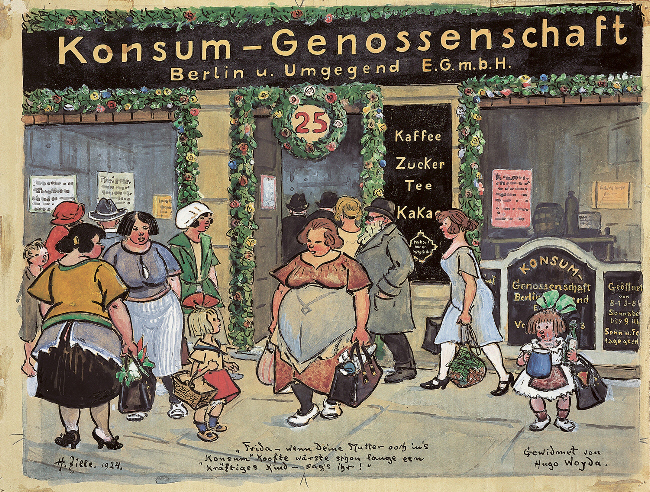
Zeichnung von Heinrich Zille aus Anlass des 25-jährigen Bestehens der Berliner Konsumgenossenschaft, 1924

Im Jahr 1908 hatte die Konsumgenossenschaft Berlin und Umgegend mit Sitz in der Gemeinde Lichtenberg bereits mehr als 10.000 Mitglieder und verfügte über einen Jahresumsatz von einer Million Mark (kaufkraftbereinigt in heutiger Währung: rund 7,3 Millionen Euro). Nach dem Ende des Ersten Weltkriegs erfolgte eine stetige wirtschaftliche Aufwärtsentwicklung der Konsumgenossenschaft. Die Umsätze stiegen, es wurden weitere Abgabestellen eröffnet sowie Grundstücke und das Gut Sperenberg als Kindererholungsheim erworben. Mitglieder ohne Erwerb wurden im Jahr 1927 von der Konsumgenossenschaft mit insgesamt 60.000 Reichsmark aus Überschüssen unterstützt. Im Geschäftsjahr 1928/1929 waren rund 170.000 Menschen Mitglied dieser Solidargemeinschaft, das Eigenkapital betrug fast sechs Millionen Reichsmark (kaufkraftbereinigt in heutiger Währung: rund 25,6 Millionen Euro).
In der Zeit des Nationalsozialismus verfolgten die neuen Machthaber Konsumgenossenschaften als „Reste marxistischer Wirtschaftsformen“. Noch vor ihrer Machtergreifung bildeten die Nationalsozialisten die Kampfgemeinschaft des gewerblichen Mittelstandes gegen Warenhaus und Konsumverein. Gezielt wurden von der SA-Kampfgemeinschaft Fensterscheiben von Konsum-Läden zertrümmert. Nachdem Adolf Hitler 1933 zum Reichskanzler ernannt worden war, verschärften sich die Übergriffe und Repressionen. Durch das am 25. November 1933 erlassene Gesetz über Preisnachlässe (Rabattgesetz) wurden Rückvergütungen auf drei Prozent vom Umsatz begrenzt, wodurch sich die Attraktivität einer Mitgliedschaft in einer Konsumgenossenschaft deutlich verringerte. Mitglieder von Konsumgenossenschaften wurden von NS-Organisationen mit Abmeldebüros unter Druck gesetzt. 1934 ging die nationalsozialistische Propaganda dazu über, das Vertrauen in die Sicherheit der Spareinlagen bei den Konsumgenossenschaften zu untergraben. In der Folge zogen zahlreiche Mitglieder ihre Sparguthaben ab. Es folgte am 21. Mai 1935 das Gesetz über die Verbrauchergenossenschaften, das die Auflösung aller „lebensunfähigen“ Genossenschaften verfügte. Wie eine Reihe anderer vor allem großer Konsumgenossenschaften war auch die Berliner Konsumgenossenschaft davon betroffen und gab am 25. September 1935 den Beschluss über ihre Liquidation bekannt.

### Konsumin Berlin von 1945 bis 1989

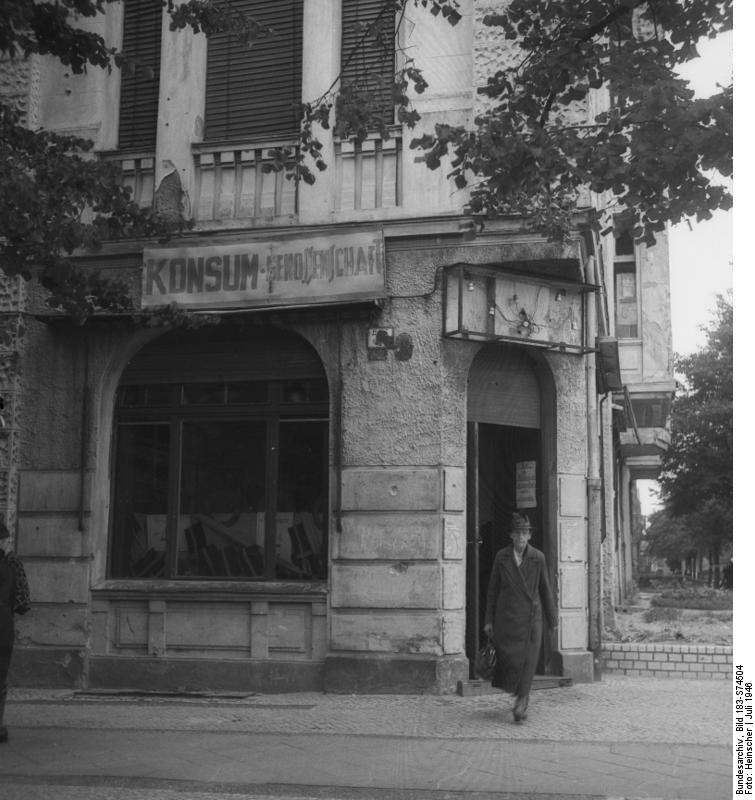
Neu entstandene Konsum-Verkaufsstelle in Berlin, 1946

Als der Zweite Weltkrieg zu Ende war, hatten alle Besatzungsmächte Vereine, Massenorganisationen und Parteien verboten. Doch der Befehl Nr. 176 der sowjetischen Militäradministration vom 18. Dezember 1945 ermöglichte die sofortige Wiedergründung bzw. die Fortführung der Konsumgenossenschaft, die nun Verband Berliner Konsumgenossenschaften GmbH hieß. Zahlreiche Häuser, besonders im Berliner Innenstadtbereich, waren zerstört und Lebensmittel knapp. Die Stadtverwaltung musste Lebensmittelkarten ausgeben, damit jede Familie das Lebensnotwendige erhielt. In dieser Situation befanden sich auch die Mitglieder der Konsumgenossenschaft, die in ihren eigenen Geschäften einkaufen konnten, aber an Sonderleistungen bzw. Rückvergütungen war vorerst nicht zu denken. Dafür organisierte die Genossenschaft Kulturveranstaltungen, wie aus einer Zeitungsannonce zu erfahren ist: „Internationaler Genossenschaftstag vom 27.6. bis zum 4.7.1948 im Friedrichstadt-Palast, Theater am Schiffbauerdamm, Circus Barlay und Hausfrauennachmittage in den einzelnen Bezirken.“
Die Gründung der DDR und die besondere Rolle der Ost-Berliner Bezirke führten dazu, dass ab 1950 dem Konsum Berlin fast nur noch Einwohner aus den östlichen Stadtbezirken angehörten oder ihm neu beitraten. (In den westlichen Bezirken wurden die Mitglieder der früheren Konsumgenossenschaft Berlin polizeilich überwacht und traten deshalb meist aus dieser solidarischen Organisation aus. Mit der Co-op entstand später eine eigene Konsumgenossenschaft.)

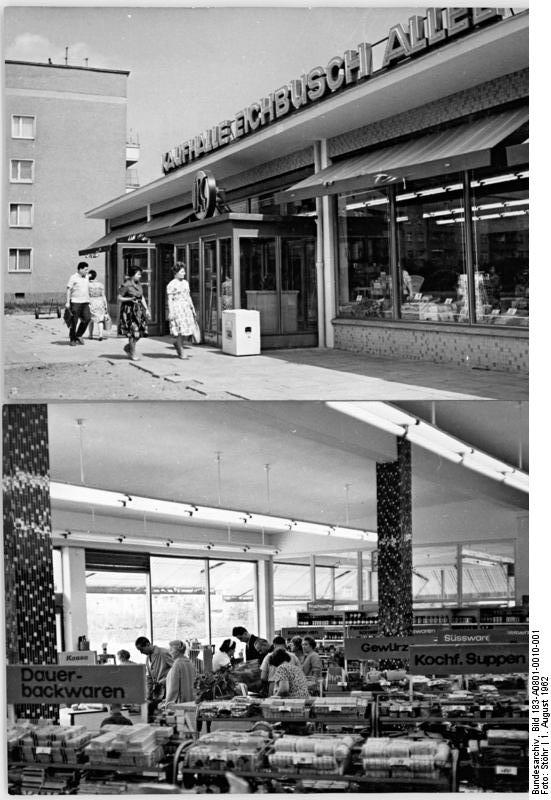
Konsum-Verkaufsstelle aus den 1960er Jahren in Berlin-Treptow; Außen- (oben) und Innenansicht

Ab den 1950er Jahren wurden die Konsumgenossenschaften in die Planwirtschaft der DDR eingegliedert. Die Leitvorgaben aus dem Ministerium für Handel und Versorgung wurden ab 1949 über den „Verband Deutscher Konsumgenossenschaften eGmbH“ (später: Verband der Konsumgenossenschaften der DDR) als „zentralem leitenden und wirtschaftsleitenden Organ der Konsumgenossenschaften“ umgesetzt.
Die Konsumgenossenschaft wickelte um 1950 etwa zwanzig Prozent des nationalen Einzelhandelsumsatzes ab, was sich bis 1958 (als die Lebensmittelkarten abgeschafft wurden) auf etwa dreißig Prozent erhöhte.
Anfang der 1950er Jahre begann die eigene Fleischwaren- und Konservenfabrik zu produzieren und erste Selbstbedienungsläden wurden eingerichtet. 1952 verfügte die jetzt Konsum Groß-Berlin eGmbH genannte Organisation über 848 Verkaufsstellen und eröffnete in Berlin-Treptow einen ersten Selbstbedienungsladen. Im Jahr 1960 musste der genossenschaftliche Großhandel zugunsten des staatlichen Großhandels aufgegeben werden. 1968 musste die Lichtenberger Bäckerei in staatliches Eigentum überführt werden. In den Folgejahren wurden der Berliner Konsumgenossenschaft weitere bedeutende Objekte, wie die Ackerhalle, die Markthalle, das Bauarbeiterhotel und die Bauarbeiterversorgung, entzogen.
Mit der vollständigen Preisangleichung zwischen den neuen Verkaufsstellen der Handelsorganisation (HO) und dem Konsum sowie dem langsamen Verschwinden von privaten Geschäften wurde die Mitgliedschaft im Konsum attraktiv. Die Mitglieder hatten einen einmaligen Genossenschaftsanteil von 50 Mark bei ihrer Aufnahme zu zahlen, erhielten aber am Ende eines jeden Jahres eine anteilige Umsatzvergütung, die lange Zeit drei Prozent des Wertes der in den Konsum-Geschäften erworbenen Artikel betrug und mit Konsum-Marken abgerechnet wurde. Im Jahr 1989 waren es einheitlich 1,6 Prozent.
Zu den vorhandenen Lebensmittel-Läden kamen bis zum Ende der DDR Verkaufsstellen in großen Berliner Betrieben hinzu. Ende 1989 gehörten zur Berliner Konsumgenossenschaft etwa 280.000 Mitglieder, 14.000 Mitarbeiter, 785 Verkaufsstellen, 62 Kaufhallen, 11 Kaufhäuser und 79 Clubgaststätten, ein Hotel und zwei Produktionsbetriebe. Daneben betrieb die Konsumgenossenschaft Berlin acht Kindergärten, eine Kinderkrippe, eine Sanitätsstelle, fünf Kinderferienlager und fünf Ferienheime. Insgesamt erwirtschaftete sie einen Umsatz von rund drei Milliarden Mark.

### Zwischen 1990 und 2001
Ab 1990 trat der Konsum Berlin aus dem System staatlicher Planwirtschaft in die Währungs-, Wirtschafts- und Sozialunion ein, was sich dramatisch auswirkte. Zulieferer konnten die benötigte Ware nicht mehr termingerecht bereitstellen und der Umsatz brach etwa um die Hälfte ein. Den Einbußen standen hohe Personal- und Sachkosten gegenüber.
Die erste Vertreterversammlung kam am 24. November 1990 zusammen und beschloss unter anderem, der Genossenschaft ihren angestammten Namen Konsumgenossenschaft Berlin und Umgegend e G (Konsum Berlin) zurückzugeben.
Der Versuch, über den Kauf der West-Berliner Lebensmittel-Einzelhandelskette Bolle die Marktposition zu verbessern, scheiterte, worauf sich der Konsum Berlin nach kurzer Zeit wieder von Bolle trennte.
Im Jahr 1991 verschlechterten der verschärfte Wettbewerb und fehlende Eigenmittel die Lage der Genossenschaft weiter. Infolgedessen gab der Konsum Berlin den Betrieb zahlreicher Verkaufsstellen, der Gaststätten und der eigenen Produktionsstätten auf und trennte sich von rund 7000 Mitarbeitern. Bald darauf war der Konsum Berlin dennoch gezwungen, die eigene Handelstätigkeit gänzlich aufzugeben und schloss am 18. September 1992 die letzte Verkaufsstelle.
Projektentwicklung und Bauträger-Tätigkeit bildeten nun die Hauptgeschäftsfelder der Berliner Konsumgenossenschaft, auch ein genossenschaftseigenes Reiseunternehmen (K-Tours) wurde gegründet. 1999 gründete sich zur Leitung der neuen Aktivitäten die Konsum KIB Investitions- und Beteiligungs GmbH als Tochter der Genossenschaft.

### Erste Verluste und Insolvenzverfahren 2004
Im Jahr 2002 wurde bekannt, dass im Geschäftsjahr 2001 nach sieben Jahren erstmals aus dem Immobiliengeschäft ein operativer Verlust in Höhe von 4,6 Millionen Mark entstanden war.

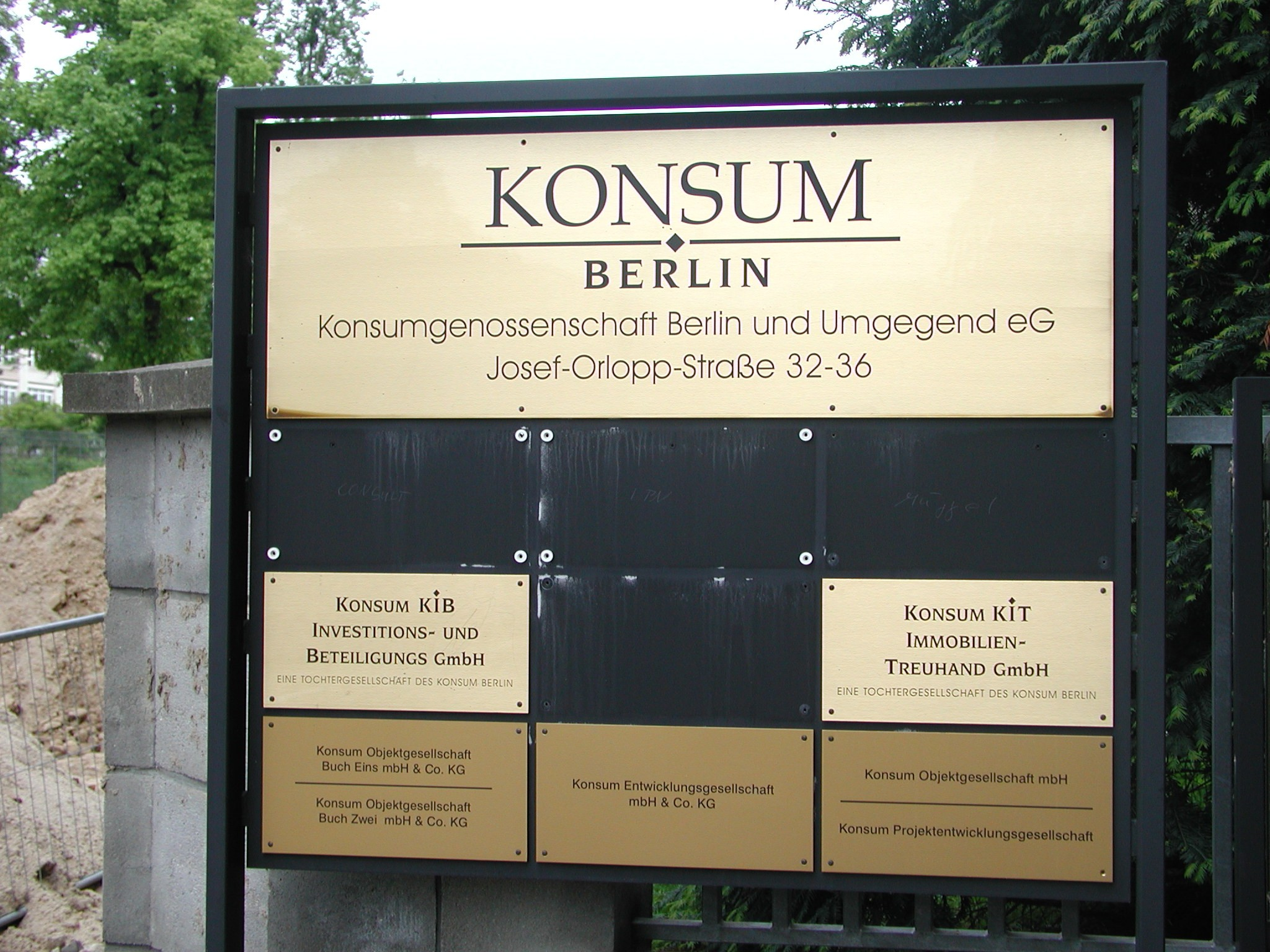
Die KGB und ihre Tochtergesellschaften im Jahr 2006

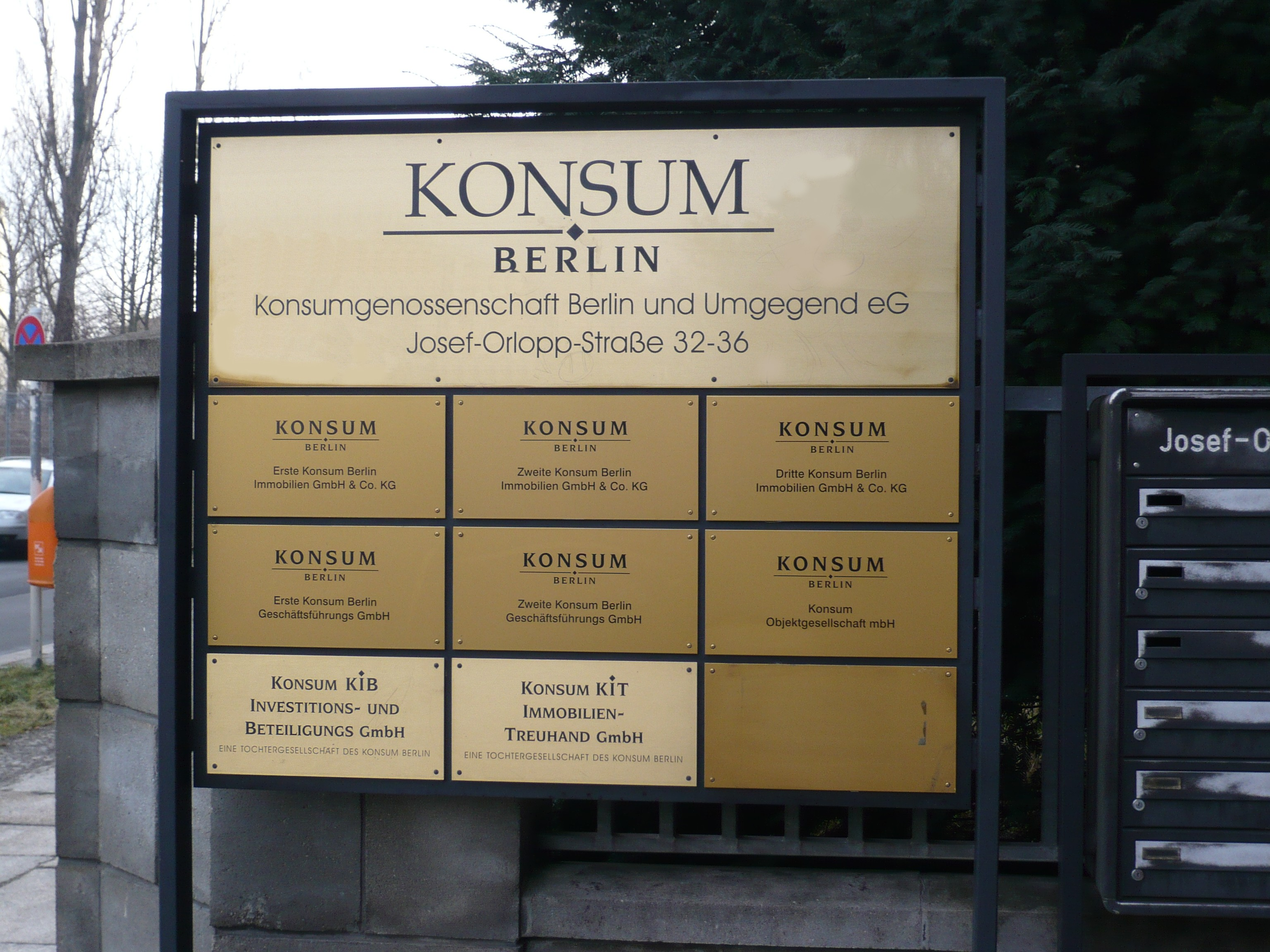
Die KGB und ihre Tochtergesellschaften im Februar 2009

Ein Gutachten von Ernst & Young aus dem Jahr 2003 belegte, dass bereits in den Vorjahren auftretende Liquiditätslücken nur durch die Einwerbung neuer Mitgliederanteile gefüllt werden konnten. Nach außen drang von den Problemen zunächst wenig, weil die Mitgliedsguthaben mit Dividenden von sechs Prozent ausgewiesen wurden, zum 100-jährigen Jubiläum des KGB gar ein Bonus-Prozent zusätzlich. Ein Mindestanteil betrug 50 Mark, bis zu 500 Anteile konnten erworben werden. In den Jahren bis 2001 wurden jährlich teilweise zweistellige Millionenbeträge an Mitgliederguthaben eingeworben, bei den sechsprozentigen Dividenden schien das für viele Mitglieder eine lukrative Geldanlage. Das Limit für Geschäftsguthaben wurde bei der Einführung des Euro verdoppelt, es konnten nun also 25.000 Euro gezeichnet werden. Vielen Hochzeichnern war nicht klar, dass dies keine einlagengeschützte Kapitalanlage ist, sondern haftendes Eigenkapital der Genossenschaft, also unternehmerisches Risikokapital.
Im Oktober 2003 musste die Konsumgenossenschaft Berlin Insolvenz anmelden. Im März 2004 wurde das Insolvenzverfahren eröffnet, was zu einer vorübergehenden Auflösung des Unternehmens führte. Während des Insolvenzverfahrens mussten Teile des Immobilienvermögens veräußert und die Einlagen der Mitglieder in Höhe von 57 Millionen Euro vollständig mit den Verlusten verrechnet werden. Nur auf dieser Grundlage waren die Gläubigerbanken bereit, auf einen Teil ihrer Forderungen zu verzichten. Das zuständige Amtsgericht Charlottenburg genehmigte damit den Fortbestand der Konsumgenossenschaft, die bis etwa 2012 finanziell saniert werden sollte.
Aufgrund des Missmanagements hatte die Konsumgenossenschaft Tausende Mitglieder verloren, Ende 2007 wurden noch 103.129 Mitglieder gezählt. Eine eigene Immobiliengesellschaft wurde ausgegründet (HRA 39213), die Konsum Berlin Immobilien GmbH & Co. KG. Im März und April 2007 folgten noch eine zweite und eine dritte Immobiliengesellschaft.
Im Laufe des Insolvenzverfahrens oder durch den Insolvenzplan wurde das gesamte Mitgliederguthaben in Höhe von 57 Millionen Euro gegen die oben genannten Verbindlichkeiten von ca. 110 Millionen Euro verrechnet. Tausende Mitglieder verloren so ihre teilweise lange angesparten Notgroschen für das Alter. Obwohl die vollständige Abwicklung der Genossenschaft durch neue Verträge mit den Banken verhindert werden konnte, wird es laut einer Berechnung des Vorstandes etwa 42 Jahre dauern, bis diese Mitgliederguthaben wieder vollständig werthaltig sind. Laut überschlägigen, vereinfachten Berechnungen von Genossenschaftsexperten wird es gar bis zu 114 Jahren dauern, bis die Geschäftsguthaben wieder ihren vollen Wert erhalten. Dies wurde dem rbb durch die heute noch amtierende Vorstandsvorsitzende in einem späteren Interview bestätigt. Der Wertzuwachs beginnt mit der Zuschreibung zu den Geschäftsguthaben aus aktuellen Gewinnen ab 2012. Also steht das komplette Mitgliederkapital frühestens im Jahr 2054 vollständig werthaltig zur Verfügung, wenn auch tatsächlich Unternehmensgewinne entstehen. Die Ergebnisse des Jahres 2009 lassen diese positive Entwicklung eher unwahrscheinlich erscheinen: Die Konsumgenossenschaft wies mit ihren drei Immobilientöchtern einen Verlust von rund 2,7 Millionen Euro aus, vorgesehen waren laut Businessplan 1,2 Millionen Euro Gewinn.

### Konsum Berlin seit 2007

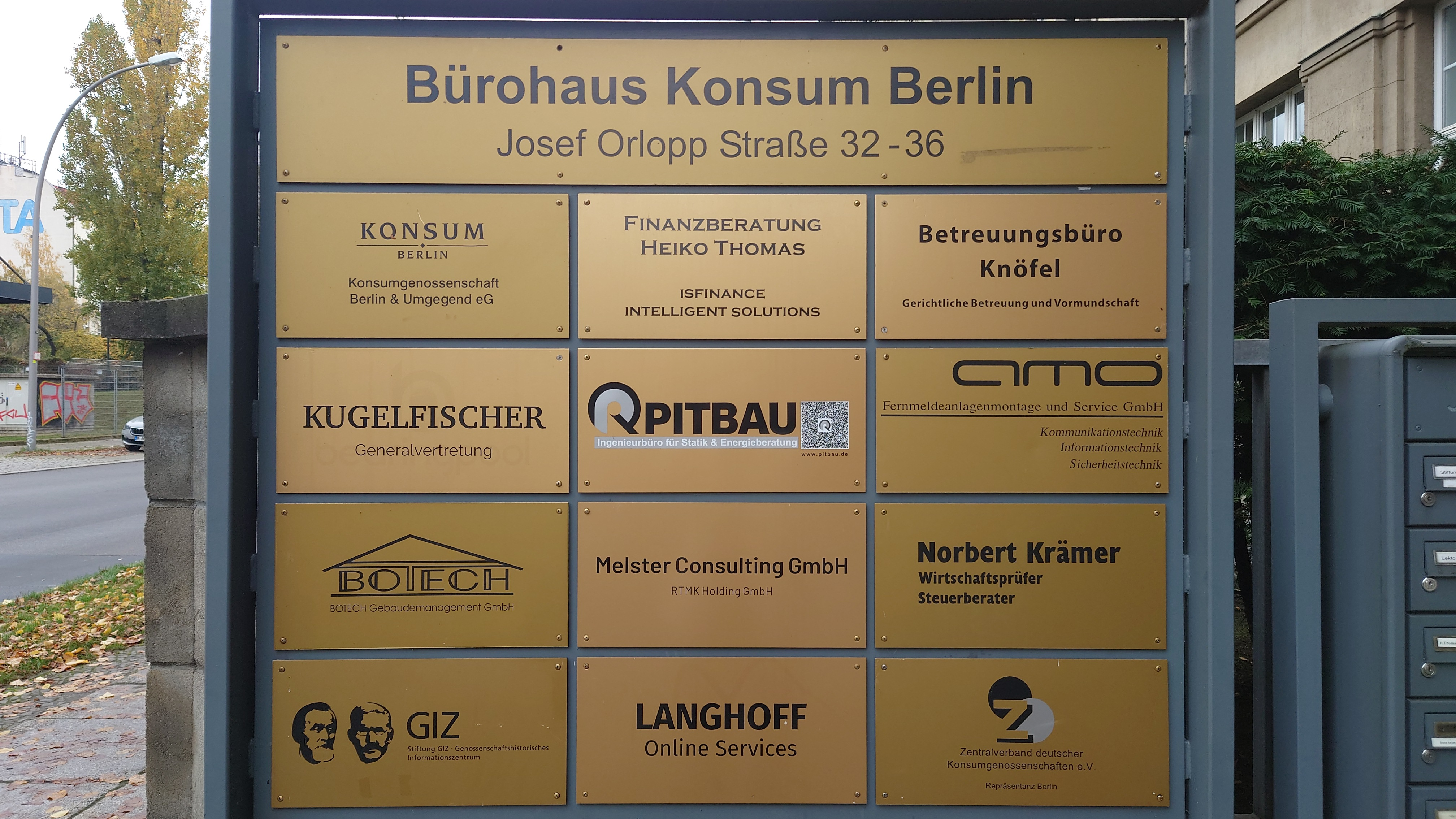
Informationstafeln zu den Nutzern, Stand Oktober 2024

Die Sanierung im Sinne des wirtschaftlichen Wiederaufbaus begann bereits im Jahr 2007, deren Basis 2007 bereits abgeschlossen werden konnte. Dazu hatte das Amtsgericht Charlottenburg dem Antrag auf Aufhebung des Insolvenzverfahrens stattgegeben. In der Berliner Zeitung war über den Stand der Sanierung zu lesen: „Die in der Immobilienbewirtschaftung tätige Konsumgenossenschaft Berlin und Umgegend e. G. wird fortgeführt. Das beschloss die Vertreterversammlung der Genossenschaft am Mittwochabend nach Aufhebung des Insolvenzverfahrens. Danach kann das Unternehmen nach der nunmehr als abgeschlossen geltenden Sanierung ab sofort wieder eigenständig arbeiten.“ In den ersten Jahren sollten erwirtschaftete Überschüsse im Unternehmen zur Rücklagenbildung verbleiben.
Mit dem Abschluss des Geschäftsjahres 2011 wurde die gesetzliche Rücklage in Höhe von rund 14 Millionen Euro wie geplant gebildet, womit die Wiederauffüllung der abgeschriebenen Geschäftsguthaben aus Jahresüberschüssen der Genossenschaft ab dem abgeschlossenen Geschäftsjahr 2012 beginnen durfte. Seither wurde jährlich eine Zuschreibung aus der vollständigen Verteilung von Jahresüberschüssen vorgenommen.
Das Geschäftsjahr 2013 schloss die Genossenschaft mit einem Jahresergebnis von rund 366.000 Euro ab, die Erste und die Zweite Konsum Immobilien GmbH & Co. KG mit rund 600.000 Euro, die Dritte Konsum Immobilien GmbH & Co. KG mit rund minus 1,3 Millionen Euro.
Seit dem Jahr 2024 ist der neu bestellte Vorstand mit Carsten Walter und Uta Grünberg-Reichel bemüht, die Anteile der Mitglieder wieder werthaltig zu machen. Beide Vorstände widmen sich seit Mitte 2021 der Immobilienwirtschaft sowie der Betreuung der 45.000 verbliebenen Mitglieder.

## Eigene Gebäude

### Errichtung
Die Konsumgenossenschaft Berlin erwarb um 1900 ein etwa 124.000 Quadratmeter großes Areal zwischen der Rittergutstraße (heute: Josef-Orlopp-Straße), der Ruschestraße und der Bornitzstraße. Der Architekt Leberecht Paul Ehricht erhielt den Auftrag zum Entwurf eines repräsentativen Verwaltungs- und Vorstandsgebäudes sowie einer Mehrfamilienwohnhaus-Zeile und einer Bäckerei auf dem Hof. Am 29. Mai 1910 erfolgte die Grundsteinlegung für das Geschäftshaus, das 1913 fertiggestellt war. Ein viergeschossiger Gebäudetrakt im Stil des Neoklassizismus mit einem dreiachsigen Mittelrisalit und einem Walmdach war entstanden.

### Beschreibung
Das 14-achsige Gebäude wird straßenseitig durch drei portalartige gleich große Eingänge betont, die zu den Wohnungen der Vorstandsmitglieder führten. Beidseitig gibt es gesonderte Treppenaufgänge für die Mitarbeiter, für Lieferanten und Geschäftspartner. Darüber befindet sich ein Erker mit vier überlebensgroßen männlichen aus Sandstein gefertigten Figuren, die in antikisierender Form mit der Anspielung auf Gottheiten: die Arbeit und den Handel darstellen. Als Basis für das symmetrische Bauwerk diente ein Stahlbeton-Skelett, bei dessen Ausbau mittels Putzauftrag ein Sandstein-Imitat entstand.
Eine Loggia im obersten Geschoss mit einem abschließenden Segmentbogengiebel und ein kupferverkleideter eckiger Dachturm bilden den weiteren Schmuck des Gebäudes.

### Ausstattung (Auswahl)
Im Foyer der Empfangshalle sind der Schmuck-Springbrunnen 4 Jünglinge und die Treppenhausanlagen erhalten. Hölzerne Wandverkleidungen mit sparsamen Schnitzereien, Einbauschränke und ein großer Sitzungssaal gehören ebenfalls zu der erhaltenen Erstausstattung. Im Sitzungssaal und auch in den einzelnen Mitarbeiterbüros befinden sich zu großen Teilen noch die ursprünglichen Deckenleuchten, Einbauschränke und hölzernen Heizkörperverkleidungen. – Der Rittersaal leitet seinen inoffiziellen Namen aus der Herkunft (Grund und Boden des Rittergutes Lichtenberg) und dem Namen der Straße (Rittergutstraße) her. Hier fallen die farbigen Fenstererker besonders auf. Sie zeigen im jeweils mittleren und größten Feld das Wappen Berlins (links), der Gemeinde Lichtenberg (mittig) und den preußischen (roten) Adler (rechts). Darüber sind wiederum Symbole der Geschäftstätigkeit der Konsumgenossenschaft in die Fenster eingearbeitet und darunter Wappen der früheren Berliner Bezirke wie Reinickendorf oder Pankow. Von der restaurierten Kassettendecke hängen fünf originale Leuchten, die Leuchtmittel teilweise bereits durch LED ersetzt.
Bei der sorgfältigen Wiederherstellung einiger Gegenstände fand sich eine Waschkommode, die mittels einer hölzernen klappbaren Abdeckung wie ein Arbeitstisch aussieht. Sie steht im Foyer (siehe Bildergalerie).
Die Empfangshalle, damals eher als Schalterhalle gestaltet, diente in der DDR-Zeit auch zeitweilig als Bibliotheksraum für die Mitarbeiter des Hauses; diese Einbauten wurden jedoch entfernt. Von Anfang an gab es im Haus eine Aufzugsanlage und eine Fernwärmeheizung.
Einige Details der Innenausstattung:

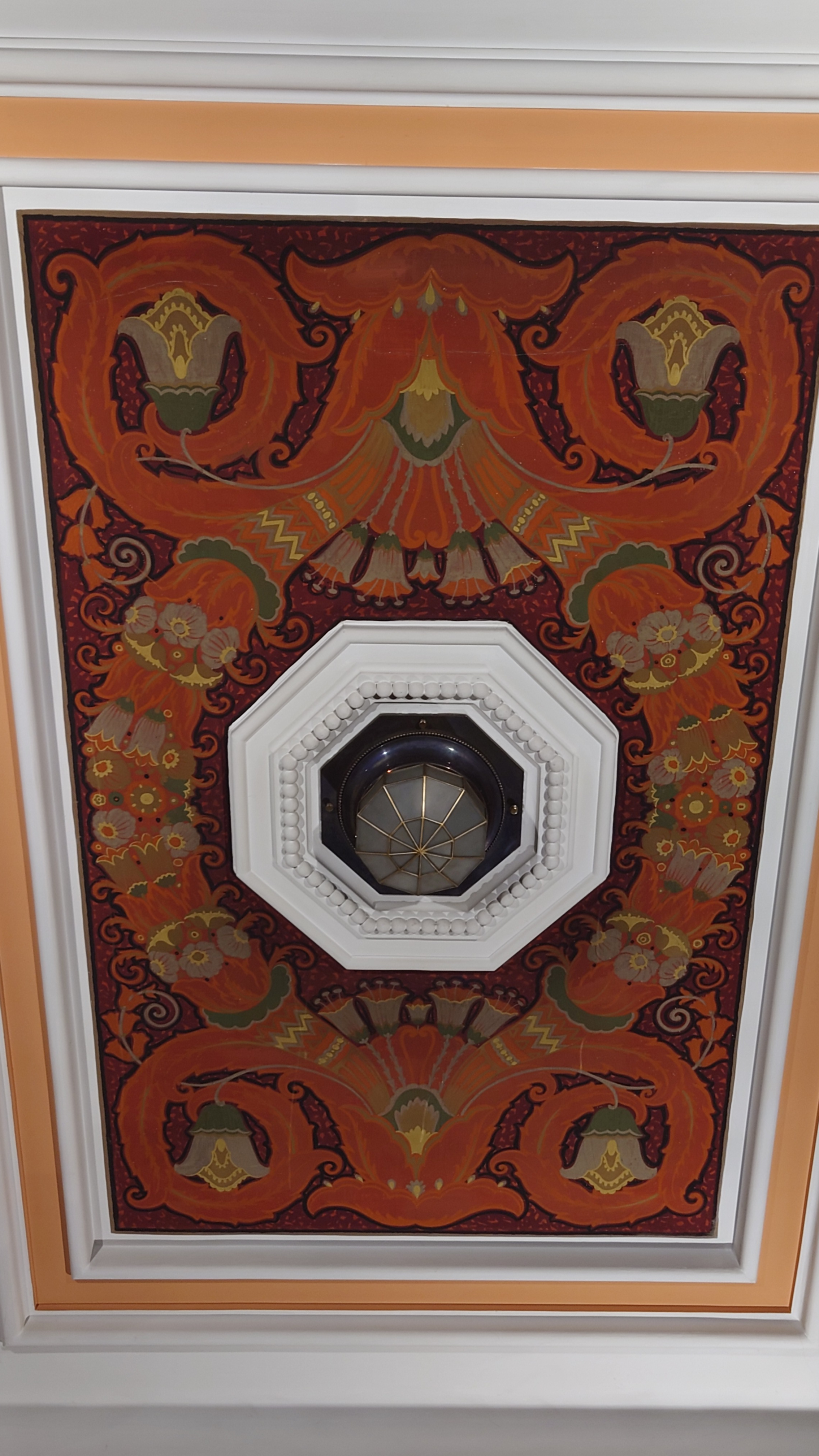
Deckenelement im Foyer
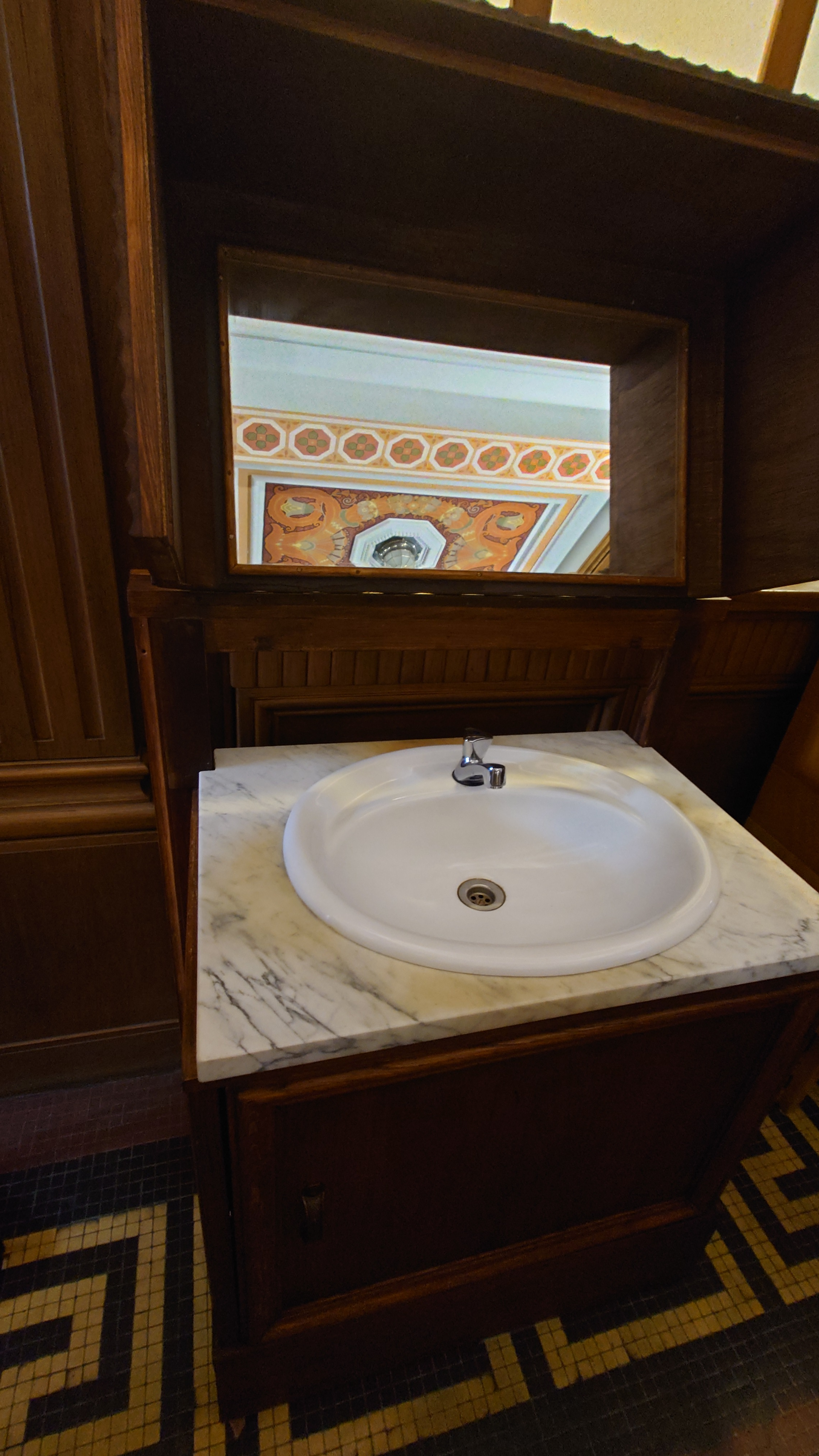
Waschtisch im Foyer
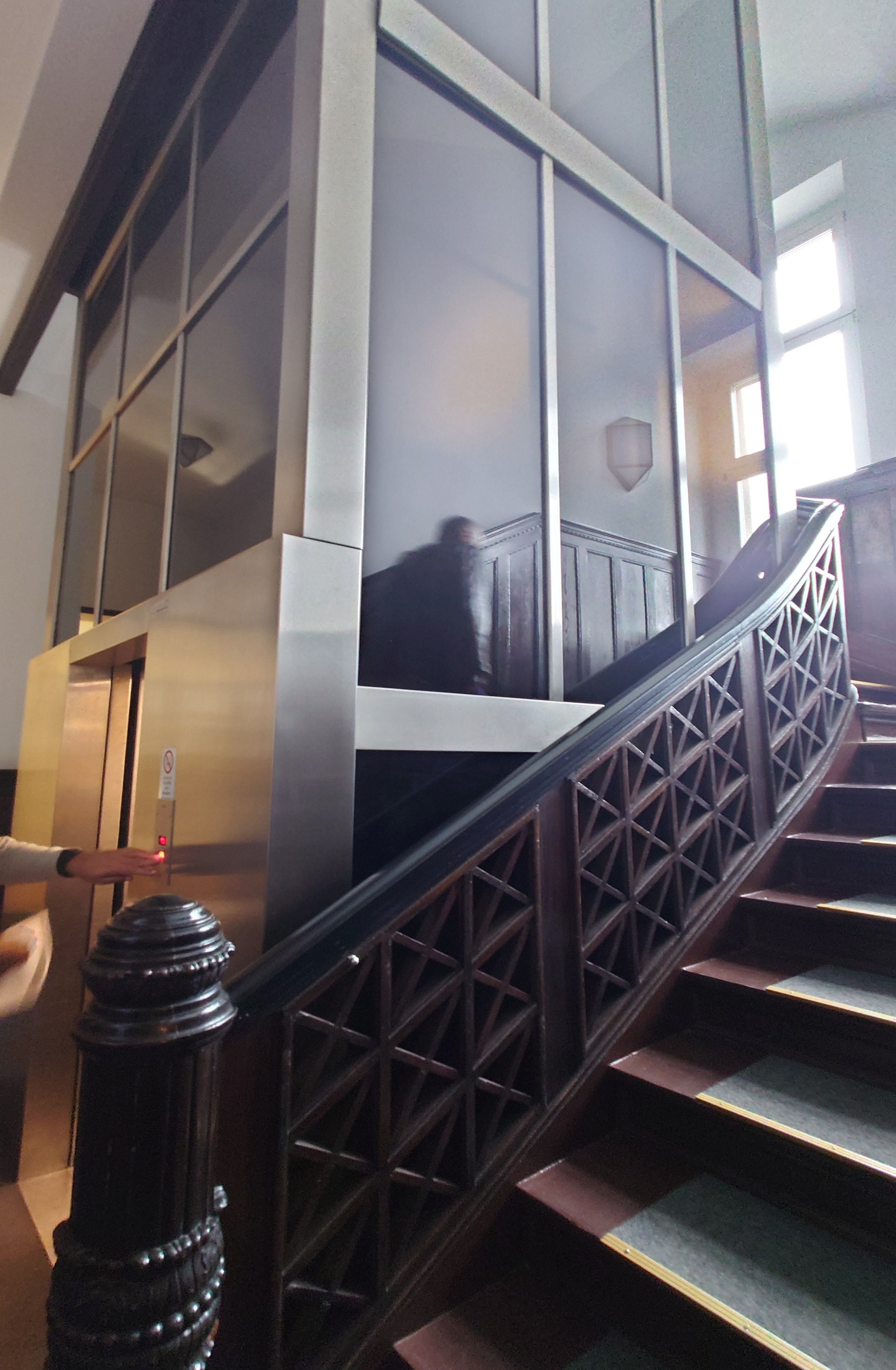
Mittlerer Treppenaufgang mit Lift
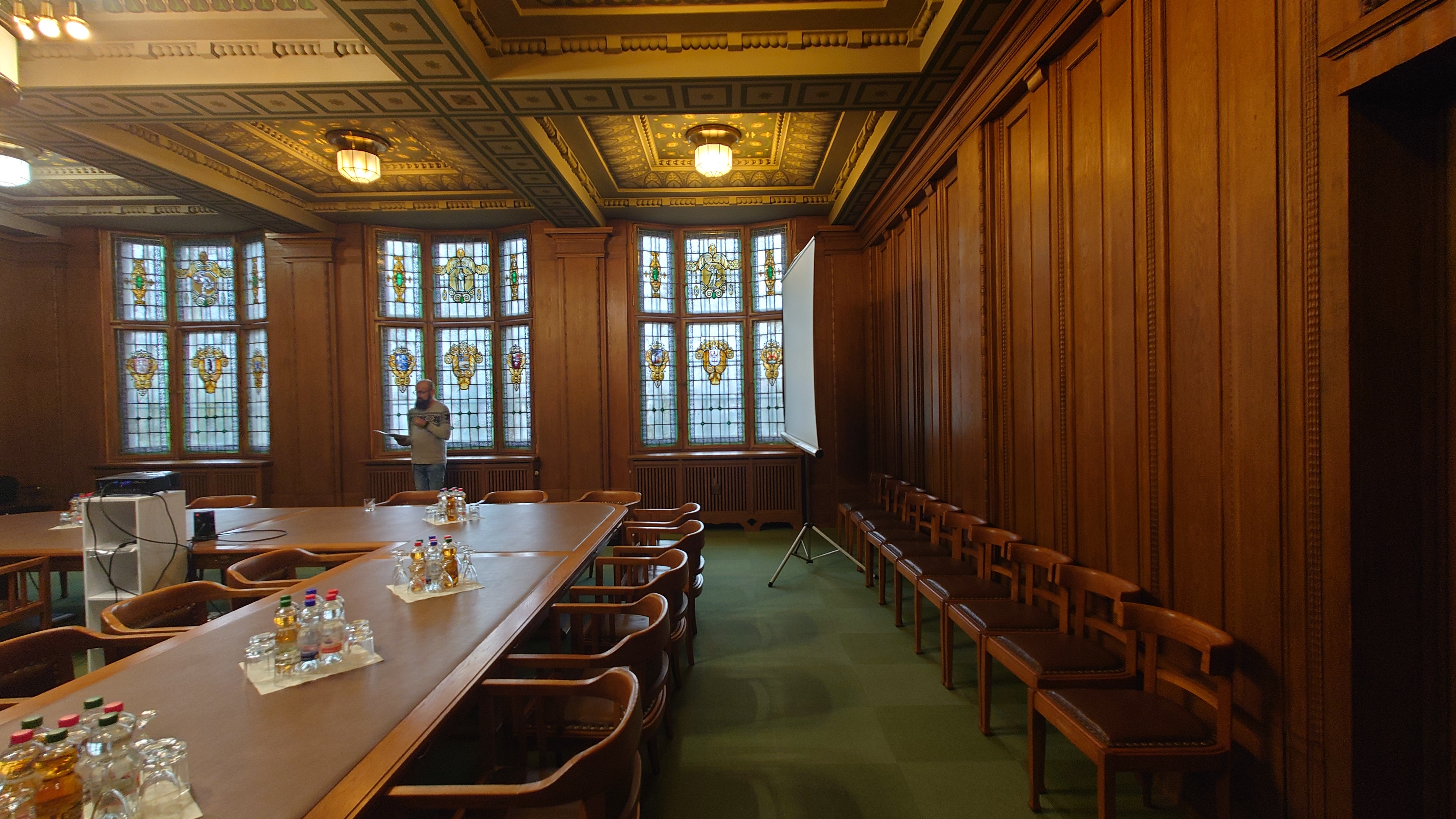
Rittersaal, Teilansicht
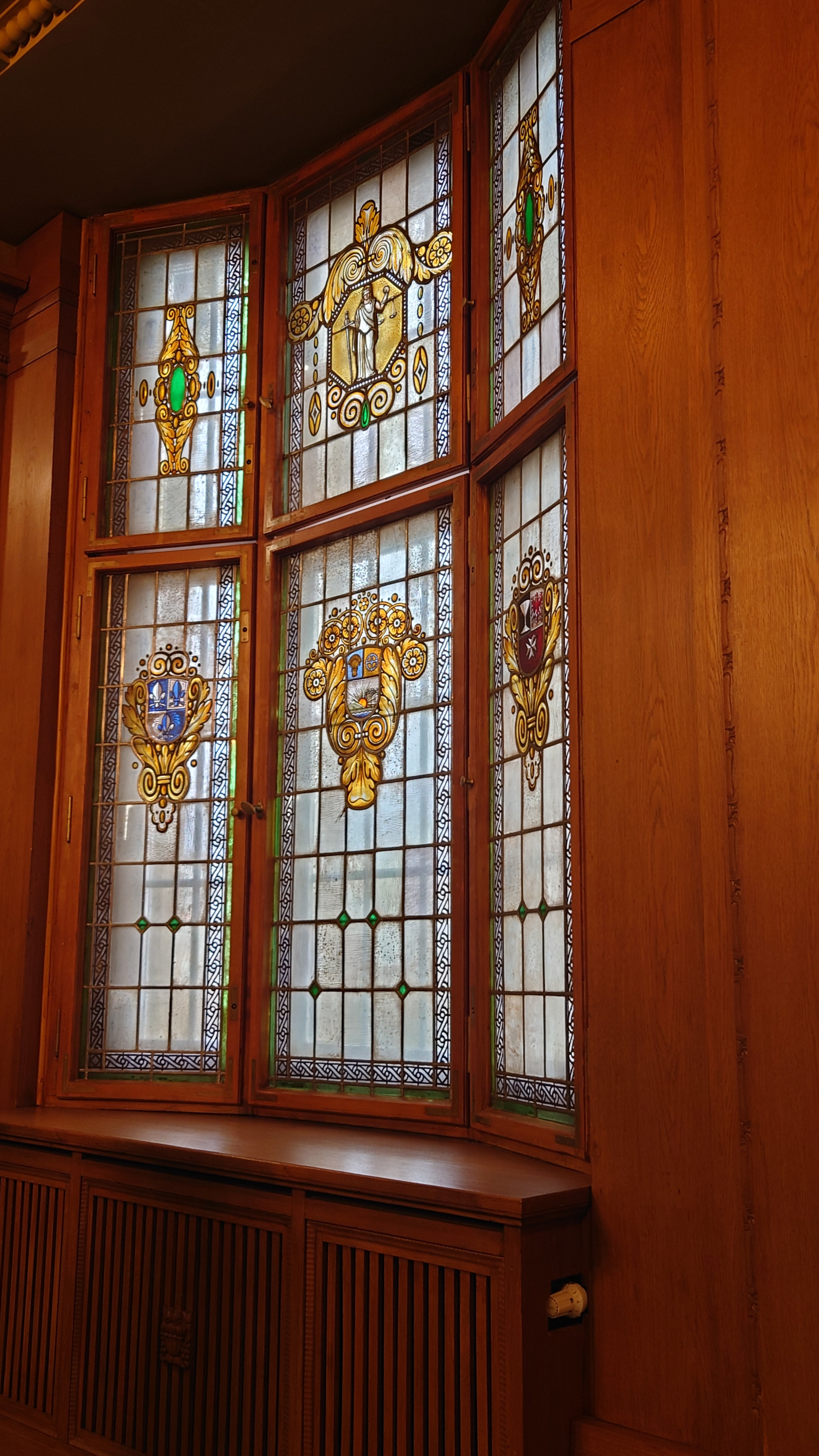
Historisches Lichtenberger Wappen im Rittersaal
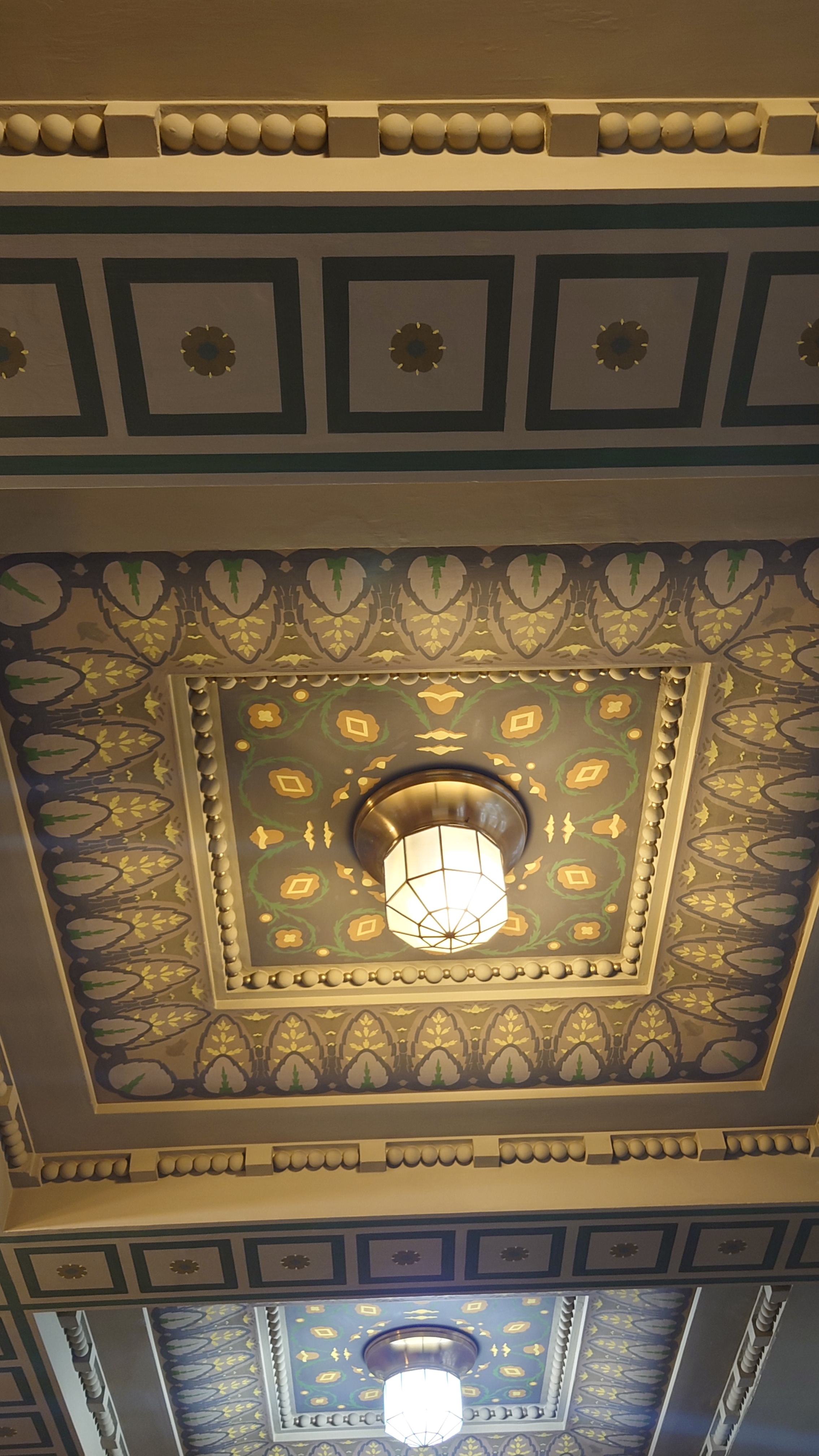
Kassettendecke im Rittersaal
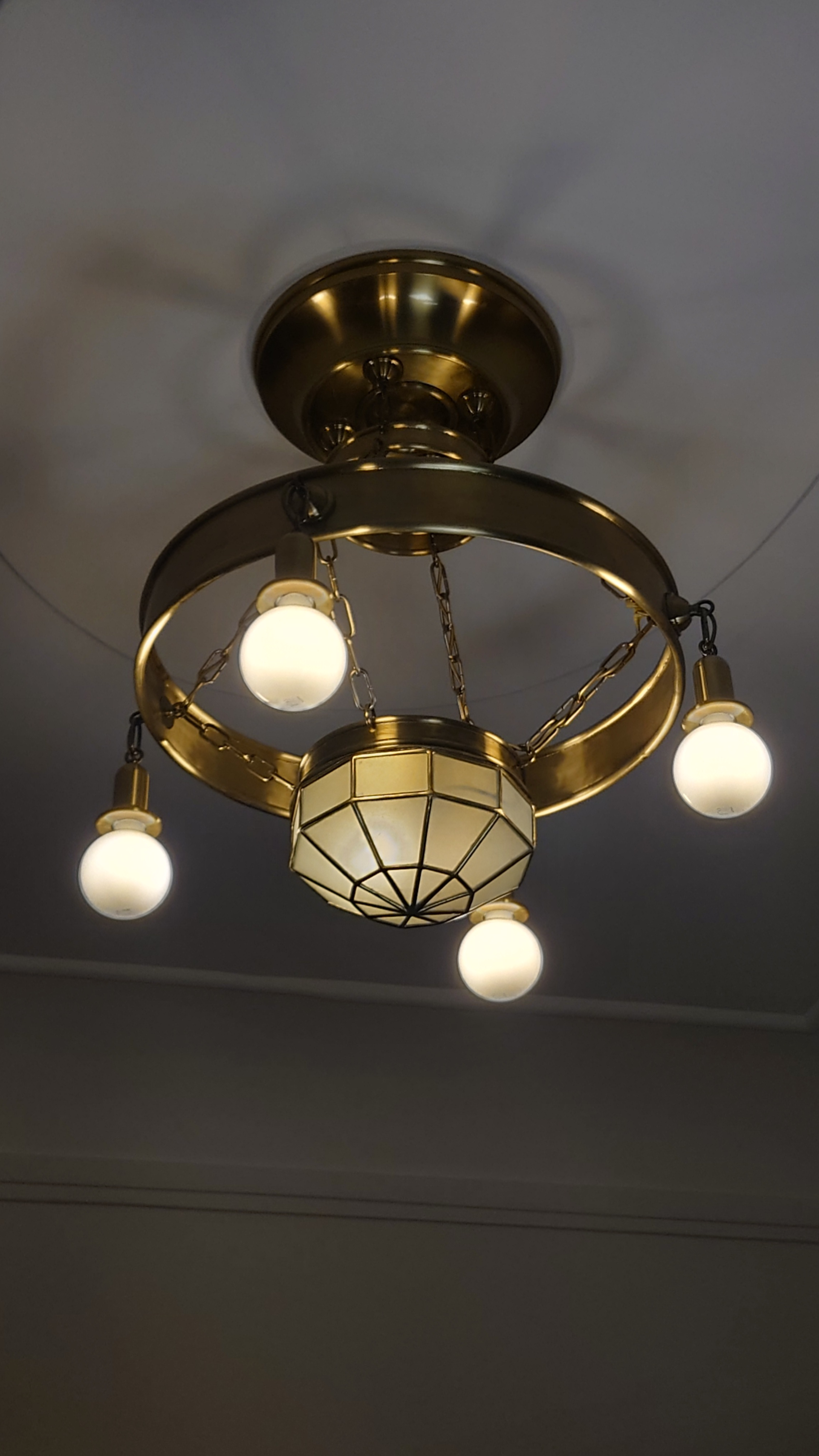
Deckenleuchte in einem Büroraum

Der Sitzungs- oder Rittersaal ist holzgetäfelt und mit einer Stuck-verzierten Kassettendecke geschmückt. Er kann für Dreharbeiten, für betriebliche größere Veranstaltungen oder Auszeichnungsfeiern auch privater Art, gebucht werden.
Die insgesamt eher üppig und pompös gehaltene Ausstattung steht gedanklich zunächst im Widerspruch zum Ziel des Konsum. Doch der Leitung war klar, dass gute und dauerhafte Geschäftsbindungen nur entstehen konnten, wenn ein solider und freundlicher Eindruck bei den Verhandlungen entstand.
Alle Räume und Flure im Verwaltungsbau sind mindestens vier Meter hoch.

## Weitere Konsum-Bauten

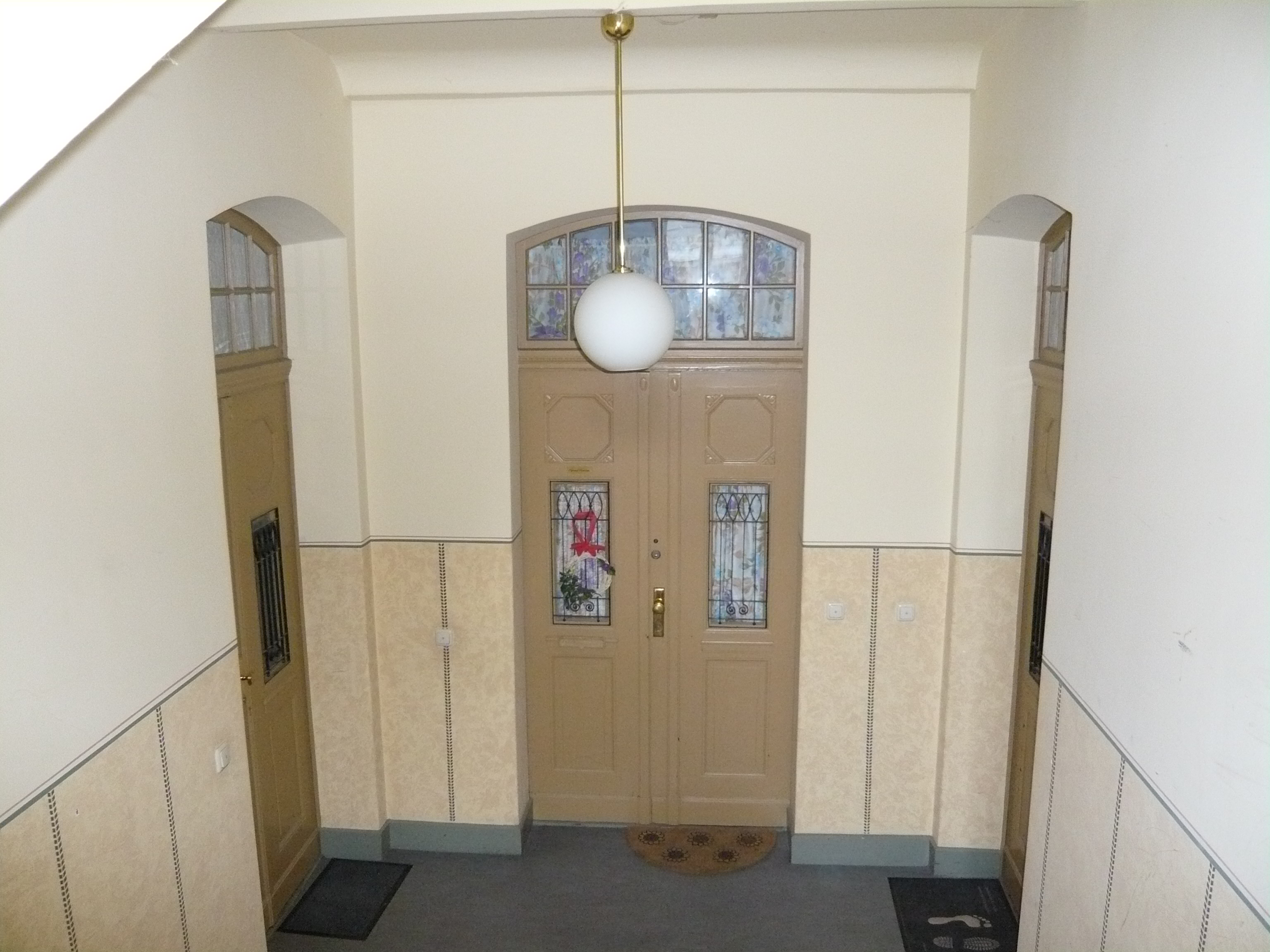
Treppenhaus in einem der ersten Konsum-Wohnbauten

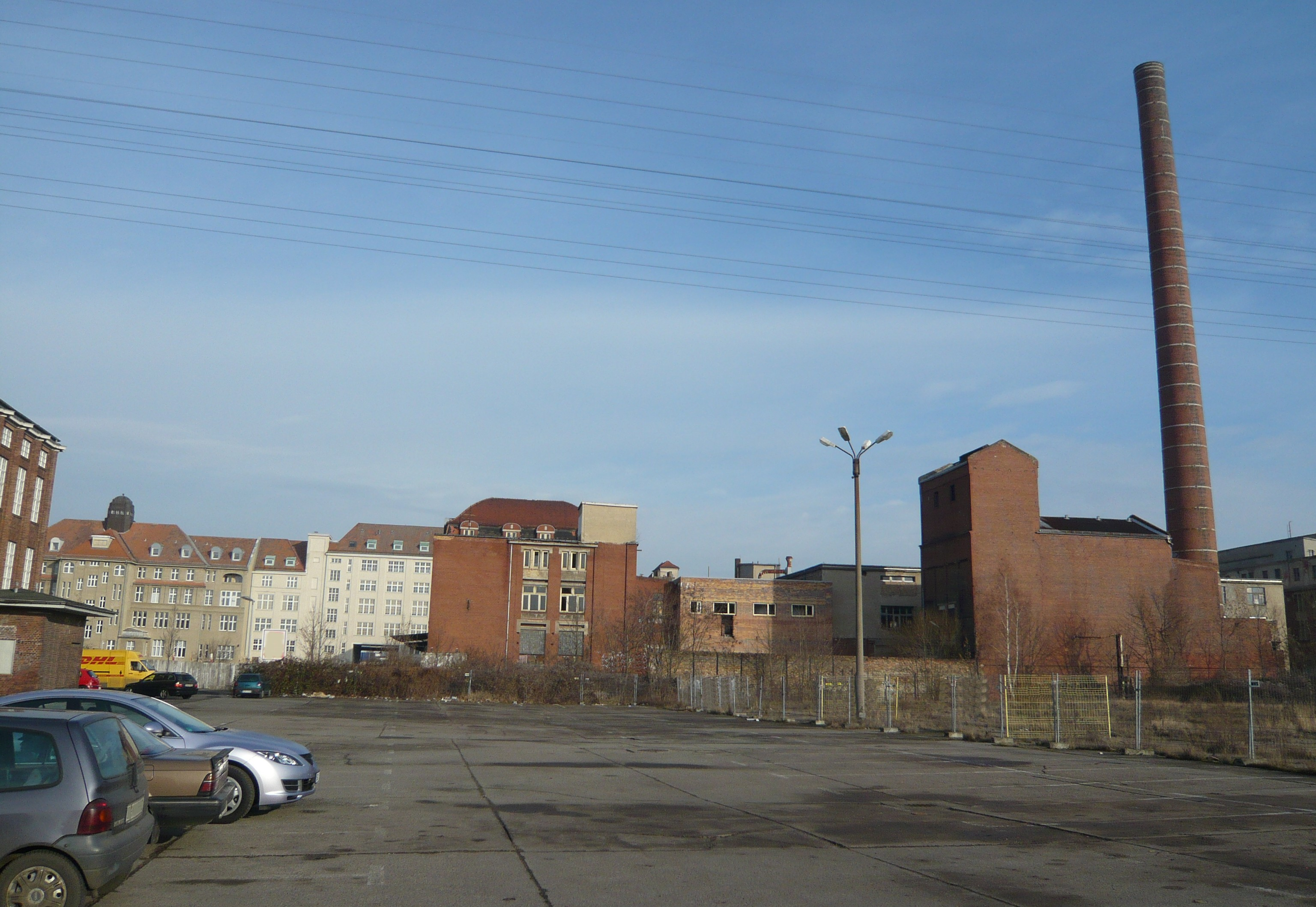
Hofseitige Ansicht aller Gebäude der Konsumgenossenschaft Berlin in der Josef-Orlopp-Straße
(von links: Ecke des Werkstättenbaus, hinter dem DHL-Auto das Hauptgebäude, Wohlfahrtsgebäude, linker Backsteinbau Brotfabrik mit Anschlussbau zur zweiten Brotfabrik, Kesselhaus mit Schornstein)

Westlich neben dem Verwaltungsgebäude entstand eine Häuserzeile aus fünf gleich hohen Wohnhäusern im angepassten, aber vereinfachten Baustil, die 1914 bezugsfertig waren und deren Wohnungen an Konsum-Mitglieder vergeben wurden. Im ausgedehnten Hofbereich wurden einige Lagerhäuser für Textilien, Glas und Keramik sowie eine eigene Großbäckerei errichtet. Die Bäckerei lieferte täglich 100.000 frische Brote in die Konsum-Verkaufsstellen. In der damaligen Rittergutstraße, östlich an die Wohnbauten anschließend, ließ die Genossenschaft 1927/1928 noch eine eigene Wurstfabrik bauen. Diese blieb über die Jahrzehnte erhalten, fungiert seit den späten 1990er Jahren als Lichtenberger Fleisch- und Wurstproduktion GmbH, inzwischen in einem angebauten Geschäftshaus.
Nach dem Ersten Weltkrieg und der überwundenen Inflation ließ der Konsum, wie er nun kurz genannt wurde, in der Ruschestraße und an der Bornitzstraße komplette Wohnblocks und als Zwischenbau zwischen dem Verwaltungsgebäude und der Wohnzeile in der Rittergutstraße ein Wohlfahrtsgebäude in Stahlskelettbauweise errichten. Eine zweite Bäckerei, ein Kesselhaus und ein Werkstättengebäude mit betriebseigener Tankstelle, geplant vom Architekten Otto Wettstein, vervollständigten die Bebauung auf dem Lichtenberger Areal. Alle Produktionsgebäude und Werkstätten sind mit gelben oder roten Klinkern verblendet. Die im Hofbereich parallel zur Rittergutstraße geführte Industrie-Eisenbahn, die bereits Ende des 19. Jahrhunderts gebaut worden war und auch als Bahnanschluss der übrigen Fabriken dieses neuen Gewerbegebiets diente, stellte eine gute transportmäßige Anbindung der Konsum-Anlagen dar.

## Seit 1990
Die genannten Gebäude haben die Kriege und die extensive Nutzung in den fast hundert Jahren überstanden. Nach der deutschen Wiedervereinigung 1990 wurde das frühere Werkstättengebäude an der Ruschestraße verkauft und von den Investoren rekonstruiert. Bis um das Jahr 2010 hatten Lidl und Getränke Hoffmann im Erdgeschoss Verkaufsflächen gemietet. In einem kleinen südlichen einetagigem Anbau in modernen Formen hat sich ein Restaurant mit griechischer Küche etabliert. Das ganze Haus dient nun als Büro- und Geschäftsbau. Auf der straßenabgewandten Seite ist eine frühere Tankstelle im Backsteinstil erhalten und gesondert unter Denkmalschutz gestellt.
Die Industriebahn wurde nach der deutschen Wiedervereinigung und mit der Abwicklung der Betriebe entlang der Josef-Orlopp-Straße und der Herzbergstraße zu Beginn der 1990er Jahre außer Betrieb genommen, die Gleisanlagen größtenteils entfernt.
Das Verwaltungsgebäude gehört noch immer dem Konsum Berlin, tritt nun ganz offiziell als Bürohaus Konsum Berlin auf.
Die ersten Wohnhäuser in der Josef-Orlopp-Straße und die in den 1920er Jahren errichteten Wohnbauten an der Ruschestraße und Bornitzstraße wurden in eigenständige Wohnungsgesellschaften überführt. Das gesamte Bauensemble und die Wohnhäuser stehen unter Denkmalschutz.
Weitere Immobilien im Besitz der Konsumgenossenschaft waren (Auswahl): eine Großbäckerei in Berlin-Spandau (1929–1931) und ein Konsum-Warenhaus am Oranienplatz 4/10 (1930–1932) (beide Komplexe von Max Taut und Franz Hoffmann geplant und ausgeführt).
Nach 1990 kamen ein Hotel am Müggelsee (Müggelseeperle), mehrere Einkaufspassagen sowie einige kleinere Verkaufsstellen in größeren Gebäuden hinzu.
Das Firmenschild vor dem Verwaltungseingang gibt Auskunft darüber, dass im Jahr 2024 12 Einrichtungen, Dienstleister oder Betriebe ihren Sitz im Hause haben und das Immobiliengeschäft mit den Konsum-Töchtern stabil geblieben ist.